# Saint-Julien-Mont-Denis
Saint-Julien-Mont-Denis település Franciaországban, Savoie megyében. Lakosainak száma 1510 fő (2022. január 1.). Saint-Julien-Mont-Denis Montricher-Albanne, Les Belleville, Saint-Martin-de-la-Porte, Villargondran, La Tour-en-Maurienne és Saint-Jean-de-Maurienne községekkel határos.

## Népesség
A település népessége az elmúlt években az alábbi módon változott:
| Lakosok száma | 1636 | 1629 | 1671 | 1618 | 1616 | 1627 | 1588 | 1549 | 1510 |
|               | 2013 | 2015 | 2016 | 2017 | 2018 | 2019 | 2020 | 2021 | 2022 |